# Louis Pelâtre
Louis Pelâtre, né le 12 mai 1940 à Pancé en Ille-et-Vilaine, est un évêque catholique français, vicaire apostolique d'Istanbul en Turquie de 1992 à avril 2016.

## Biographie

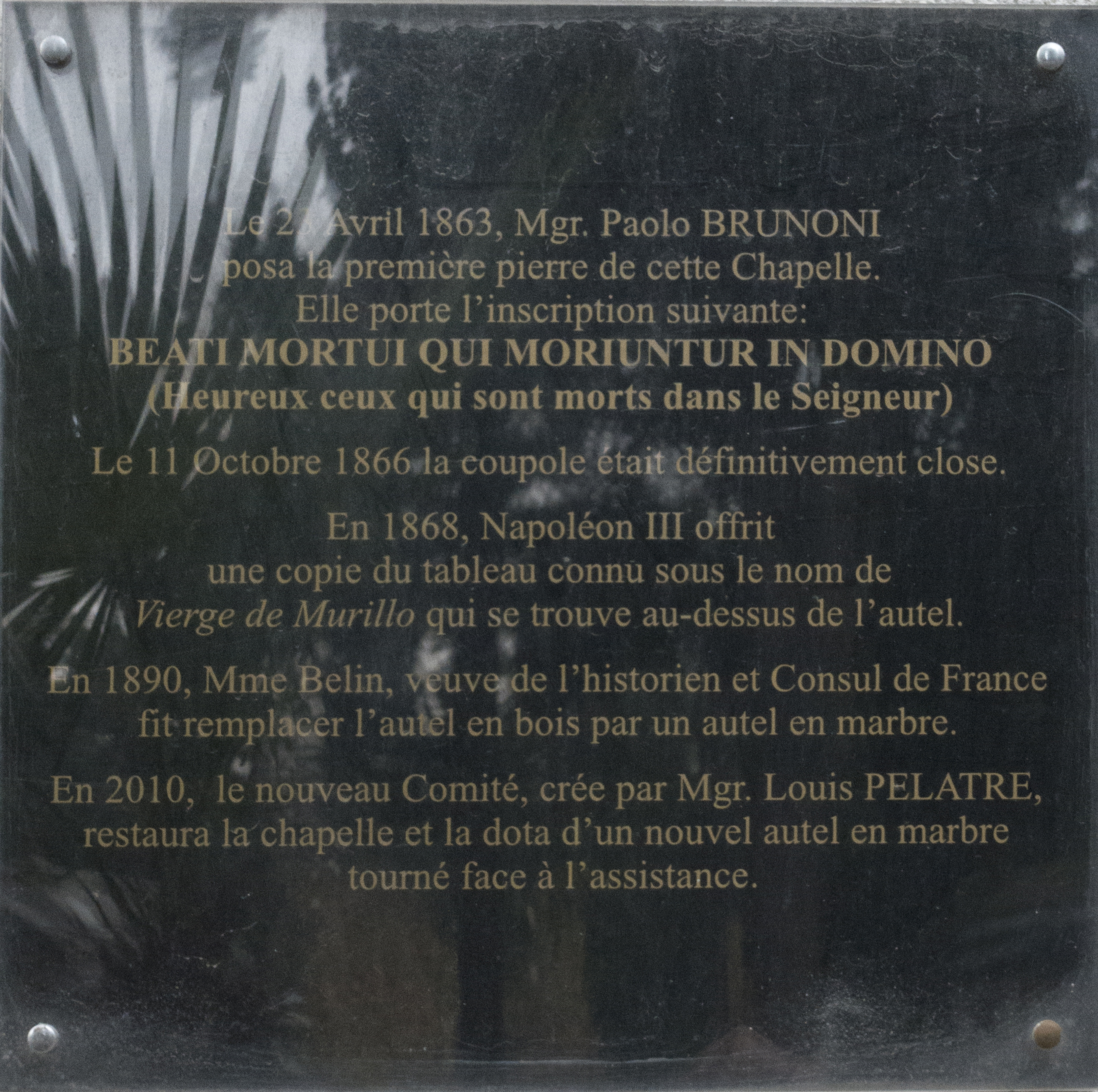
Inscription portant le nom de Louis Pelâtre.

Ordonné prêtre pour les Augustins de l'Assomption ou Assomptionnistes (A.A.) le 24 mai 1969, Louis Pelâtre est nommé évêque par Jean-Paul II le 9 juillet 1992, avec le titre d'évêque titulaire (ou in partibus) de Sasime. Il lui confie le vicariat apostolique d'Istanbul en Turquie.
Dans un pays très largement musulman,  il est l'évêque responsable de la petite communauté catholique de rite latin, qui ne représente elle-même qu'une part minoritaire des 15 000 catholiques d'Istanbul.
Atteint par la limite d'âge de soixante-quinze ans, il présente sa renonciation, qui est acceptée le 16 avril 2016 par le pape François. Son adjoint, le franciscain Rubén Tierrablanca González (en) lui succède.